# 大象 (電影)
《大象》（英語：Elephant，HBO譯作「美国暴力学校」）是由美國導演吉士·雲·辛執導，以1999年美國科罗拉多州校園槍擊案為題的電影。本片榮獲2003年康城影展金棕櫚獎。
導演吉士·雲·辛表示片名《大象》的概念源於「瞎子摸象」的故事，是以電影也從不同角色的角度拍攝，當中偶有交錯的時空。

## 獎項
第56屆坎城影展
- 金棕櫚獎
- 最佳導演獎

## 外部連結
- 互联网电影数据库（IMDb）上《大象》的资料（英文）
- AllMovie上《大象》的资料（英文）
- 豆瓣电影上《大象》的資料 （简体中文）
- Box Office Mojo上《大象》的資料（英文）
- 爛番茄上《大象》的資料（英文）